# Saehan Motor
Saehan Motor war ein südkoreanischer Automobilhersteller, der im Jahre 1976 als Joint Venture entstand. Das Unternehmen gehörte je zur Hälfte General Motors und der Korea Development Bank.

## Geschichte
Saehan entstand aus General Motors Korea, nachdem Shinjin ihre Beteiligung an die Korea Development Bank übertrug. 1978 erfolgte der Verkauf dieser Anteile an die Daewoo Group. Die Verwaltung von Marken- und Produktrechte behielt die KBD allerdings für sich selbst. 1983 kaufte die Daewoo Group Saehan Motor auf und gründete die Daewoo Motor Company.

## Modelle
Die Fahrzeugproduktion der Marke Saehan begann 1976 mit dem von Saehan Camina. Später etablierte Saehan die Modelle Bird, Max, Maepsy-Na, Rekord Royale, die alle Schwestermodelle des Opel Rekord waren. Als die Produktion des Camina im Jahre 1978 eingestellt wurde, trat der Gemini dessen Nachfolge an, der wie der Opel Kadett C auf der GM-T Plattform basierte.

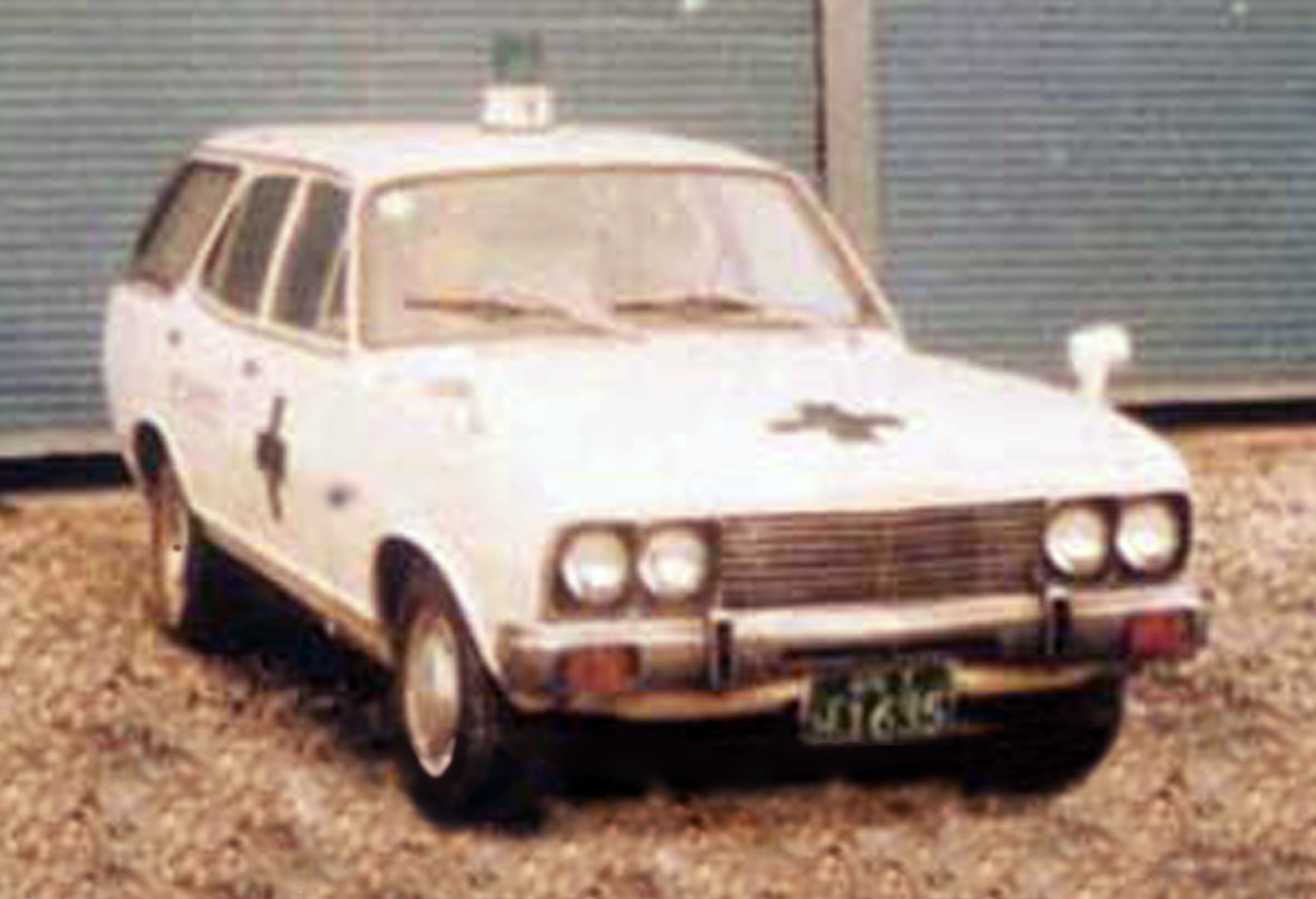
Saehan Camina
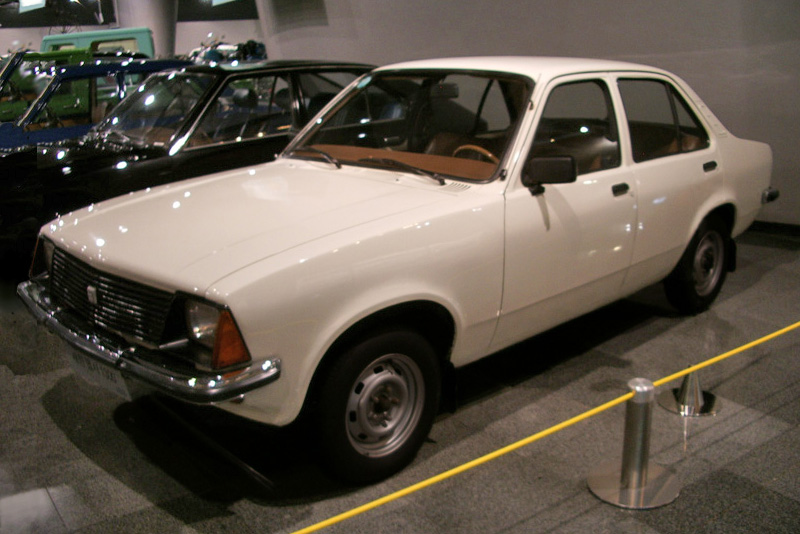
Saehan Maepsy